# Rosita Harbour
Der Rosita Harbour ist eine kleine Bucht im Westen der Bay of Isles an der Nordküste Südgeorgiens. Sie liegt 1,5 km nördlich der Camp Bay.
Die Benennung der Bucht geht auf die Jahre zwischen 1905 und 1912 zurück, in der ihr auch der Name Allardyce Harbour nach dem britischen Kolonialbeamten William Allardyce (1861–1930) verliehen wurde. Nach einer Vermessung des Gebiets durch den South Georgia Survey von 1951 bis 1952 setzte sich die heutige und bereits damals geläufigere Benennung durch. Der Alternativname wurde verworfen, da nach Allardyce bereits die Allardyce Range benannt worden war. Namensgeber der Bucht ist der Walfänger Rosita, der hier im Jahr 1905 ankerte.